# Melitaea subalbida
Melitaea subalbida är en fjärilsart som beskrevs av Schultz 1908. Melitaea subalbida ingår i släktet Melitaea och familjen praktfjärilar. Inga underarter finns listade i Catalogue of Life.